# Кокшайськ
Кокша́йськ (рос. Кокшайск, марій. Какшан) — село у складі Звениговського району Марій Ел, Росія. Адміністративний центр Кокшайського сільського поселення.

## Населення
Населення — 937 осіб (2010; 1032 у 2002).
Національний склад (станом на 2002 рік):
- росіяни — 57 %